# Seebrücke Wustrow

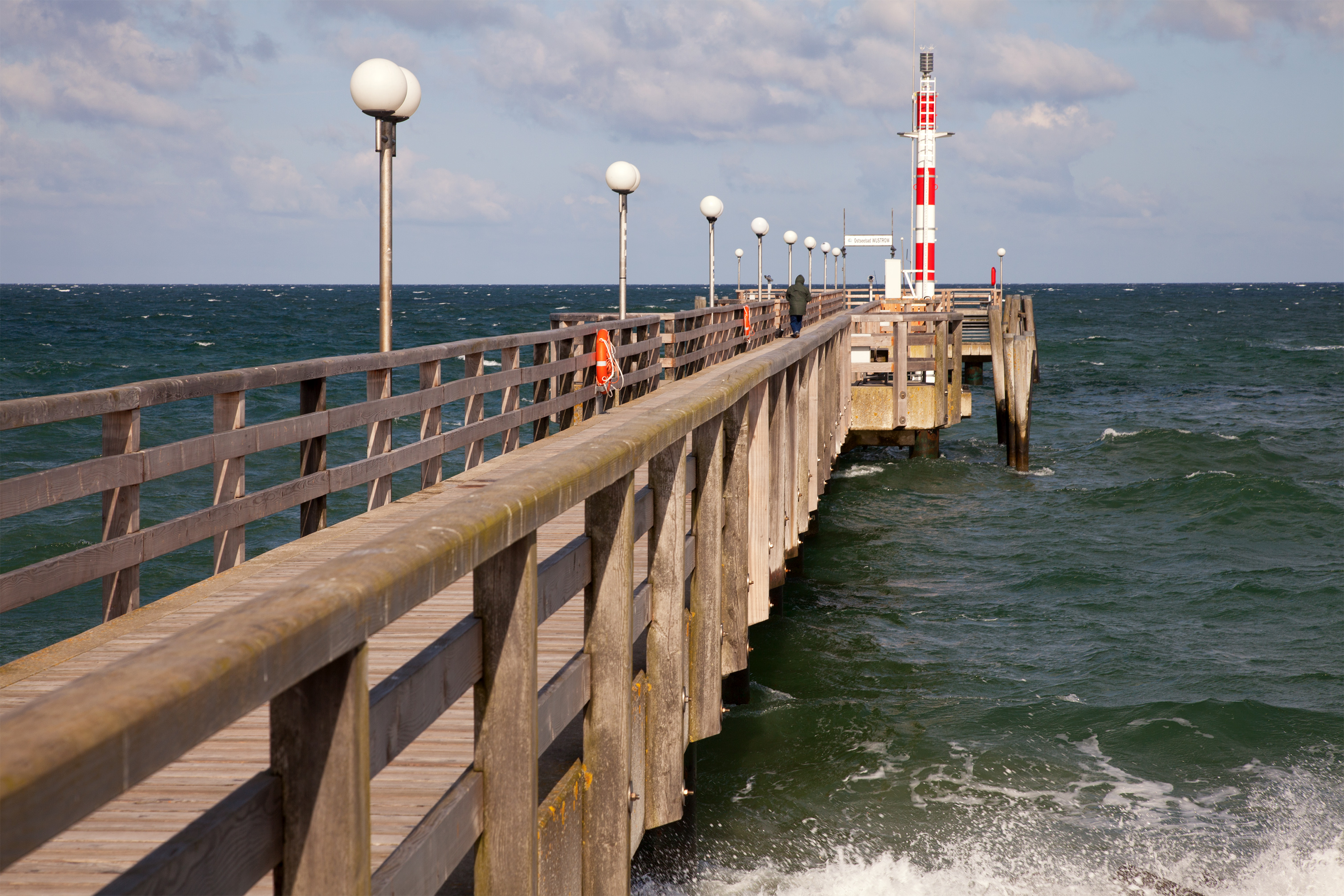
Die Seebrücke in Wustrow, 2014

Die Seebrücke Wustrow ist eine Seebrücke im Ostseebad Wustrow und ist Teil der Halbinsel Fischland-Darß-Zingst an der Ostsee.

## Geschichte
Der Brücke gingen seit 1886 verschiedene Konstruktionen aus Holz voraus, wie zahlreiche historische Fotos und Postkarten belegen. Sie wurde immer wieder verlängert, um auch zunehmenden Bäderverkehr zwischen Warnemünde und Wustrow zu beleben.
Die heutige 240 Meter lange und 2,50 Meter breite Seebrücke in Wustrow wurde 1992/1993 gebaut. Sie steht auf Stahl-Gründungspfählen mit einem Betonüberbau, darüber einer Holzverkleidung und Laufbohlen aus Lärchenholz. Ihr Bau wurde mit Mitteln des Landes Mecklenburg-Vorpommern aus dem Gemeinschaftswerk Aufschwung Ost finanziert und im Auftrag der Gemeinde gebaut. Da die schlechte Witterung der vergangenen Jahre an der Brücke ihre Spuren hinterließ, erfuhr sie als Aushängeschild des Ostseebades 2011 eine umfassende Sanierung, bei der nahezu alle Holzteile der Brücke durch einheimisches Lärchenholz ausgetauscht wurden.
Der installierte Schiffsanleger erwies sich wegen der starken Strömung als ungeeignet für den Schiffsverkehr und wurde durch das Entfernen von Gitterrosten und Treppen unbrauchbar gemacht. 
Mit der Außerbetriebnahme des alten Leuchtturms Wustrow wurde im Jahr 2014 ca. 75 Meter vom Brückenkopf entfernt ein Ersatz-Leuchtfeuer errichtet.

## Veranstaltungen

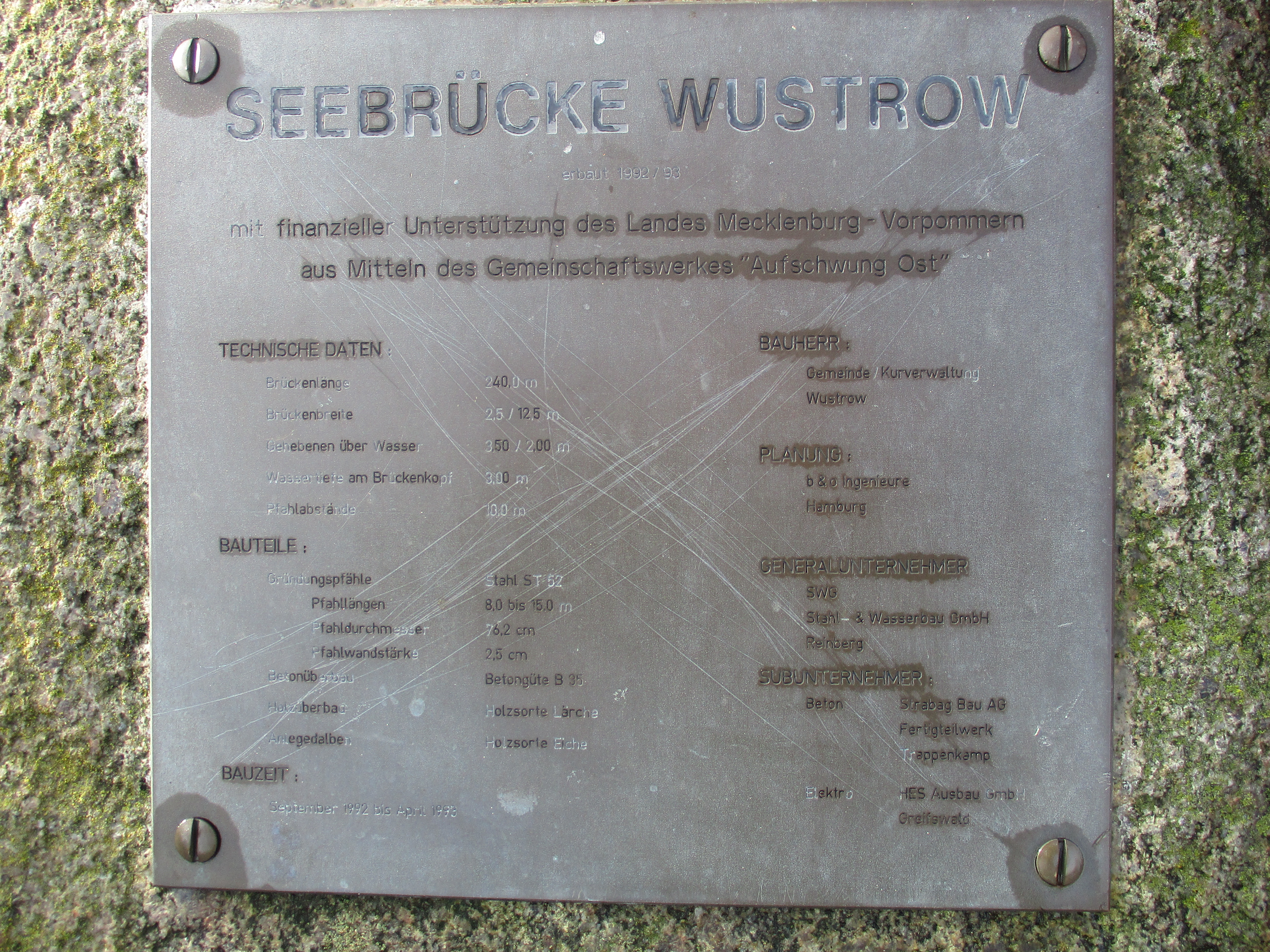
Seebrücke Plakette, 1993

Alljährlich am letzten Sonntag im August feiert das Ostseebad Wustrow als Attraktion zusammen mit seinen Gästen das Seebrückenfest. Aber auch andere Höhepunkte, wie das Fischländer Strandgalopprennen oder das DLRG-Strandfest, konzentrieren sich um die Seebrücke.